# AFC Ajax in het seizoen 2016/17 (mannen)
In het seizoen 2016/17 kwam Ajax uit in de Eredivisie. Ook deed Ajax dit seizoen mee in de toernooien om de KNVB beker en de voorronde van de Champions League dankzij de behaalde tweede plek in het seizoen seizoen 2015/16.
In de Champions League werd Ajax echter in de play-off ronde uitgeschakeld door FK Rostov waardoor er deel werd genomen aan de UEFA Europa League. Voor de Europa League kwalificeerde Ajax zich automatisch voor de groepsfase. In de groepsfase van de Europa League eindigde Ajax op de eerste plaats, waardoor Ajax doorging naar de knock-outfase van de Europa League. Ajax kwam tot in finale terecht en moest het opnemen tegen Manchester United. Hier werd er echter met 0-2 verloren, waardoor Ajax als tweede eindigde in de Europa League.
In de KNVB beker kwam Ajax niet verder dan in de achtste finale. Ajax verloor van SC Cambuur met 2-1.
In de Eredivisie streed Ajax tot en met de laatste speeldag met Feyenoord om het kampioenschap. Beide teams stonden na 33 speelronden met 1 punt verschil van elkaar, waar Feyenoord de beste papieren had om landskampioen te worden. Ajax kon alleen landskampioen worden, als Ajax won en dat Feyenoord gelijk speelde of had verloren. Op de laatste speeldag won Ajax met 3-1 tegen Willem II. Hiermee werd de tweede plaats van de Eredivisie behaald.

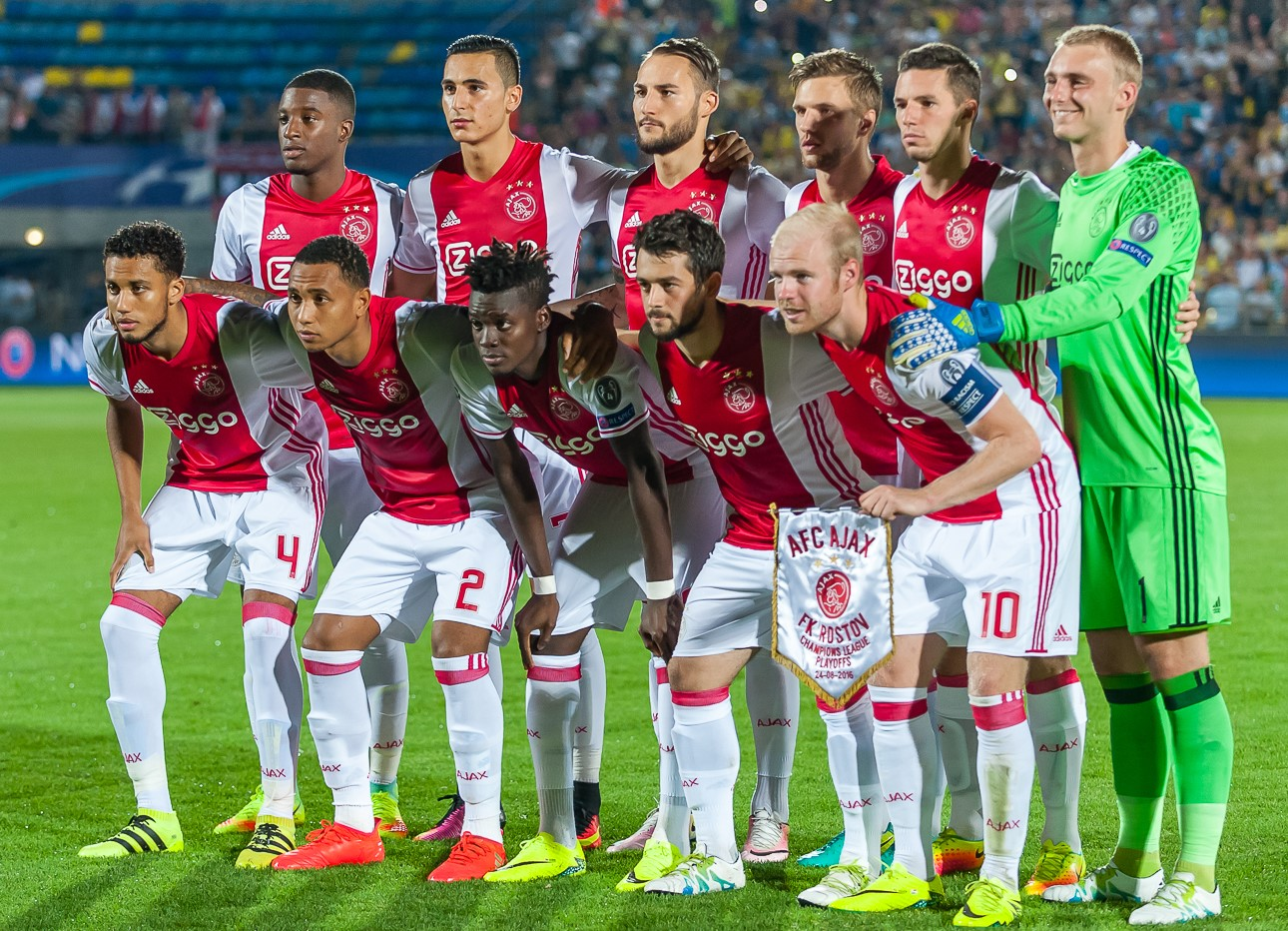
Ajax in de voorronde Champions League op 24 augustus 2016, uit tegen Rostov (4-1). Staand v.l.n.r.: Bazoer, El Ghazi, Gudelj, Veltman, Viergever en Cillessen. Gehurkt: Riedewald, Tete, Traoré, Younes en Klaassen.

## Selectie
| Nummer          | Nationaliteit         | Naam               | Contract tot | Geboortedatum     | Vorige club (Land)                   | Officiële debuut AFC Ajax (debuutwedstrijd)     | Eerste officiële doelpunt AFC Ajax (wedstrijd) |
| --------------- | --------------------- | ------------------ | ------------ | ----------------- | ------------------------------------ | ----------------------------------------------- | ---------------------------------------------- |
| Doelverdediging |                       |                    |              |                   |                                      |                                                 |                                                |
| 24              | Vlag van Kameroen     | André Onana        | 30 juni 2021 | 2 april 1996      | FC Barcelona (Spanje)                | 21 augustus 2016 (Ajax - Willem II)             |                                                |
| 33              | Vlag van Nederland    | Diederik Boer      | 30 juni 2017 | 24 september 1980 | PEC Zwolle (Nederland)               | 24 september 2014 (JOS Watergraafsmeer - Ajax)  |                                                |
| 43              | Vlag van Nederland    | Norbert Alblas     | 30 juni 2018 | 12 december 1994  | Jeugdopleiding Ajax (Nederland)      |                                                 |                                                |
| Verdediging     |                       |                    |              |                   |                                      |                                                 |                                                |
| 2               | Vlag van Nederland    | Kenny Tete         | 30 juni 2018 | 9 oktober 1995    | Jeugdopleiding Ajax (Nederland)      | 5 februari 2015 (Ajax - AZ)                     | 24 november 2016 (Ajax - Panathinaikos)        |
| 3               | Vlag van Nederland    | Joël Veltman       | 30 juni 2018 | 15 januari 1992   | Jeugdopleiding Ajax (Nederland)      | 12 augustus 2012 (N.E.C. - Ajax)                | 2 maart 2014 (Feyenoord - Ajax)                |
| 4               | Vlag van Nederland    | Jaïro Riedewald    | 30 juni 2019 | 9 september 1996  | Jeugdopleiding Ajax (Nederland)      | 19 december 2013 (V.V. IJsselmeervogels - Ajax) | 22 december 2013 (Roda JC - Ajax)              |
| 5               | Vlag van Colombia     | Davinson Sánchez   | 30 juni 2021 | 12 juni 1996      | Atlético Nacional (Colombia)         | 13 augustus 2016 (Ajax - Roda JC)               | 24 september 2016 (Ajax - PEC Zwolle)          |
| 8               | Vlag van Nederland    | Daley Sinkgraven   | 30 juni 2019 | 4 juli 1995       | sc Heerenveen (Nederland)            | 5 februari 2015 (Ajax - AZ)                     | 7 augustus 2016 (Sparta - Ajax)                |
| 16              | Vlag van Duitsland    | Heiko Westermann   | 30 juni 2018 | 14 augustus 1983  | Real Betis (Spanje)                  | 3 augustus 2016 (PAOK Saloniki - Ajax)          |                                                |
| 26              | Vlag van Nederland    | Nick Viergever     | 30 juni 2018 | 3 augustus 1989   | AZ (Nederland)                       | 3 augustus 2014 (PEC Zwolle - Ajax)             | 10 augustus 2014 (Ajax - Vitesse)              |
| 36              | Vlag van Nederland    | Matthijs de Ligt   | 30 juni 2019 | 12 augustus 1999  | Jeugdopleiding Ajax (Nederland)      | 21 september 2016 (Ajax - Willem II)            | 21 september 2016 (Ajax - Willem II)           |
| 42              | Vlag van Nederland    | Deyovaisio Zeefuik | 30 juni 2019 | 11 maart 1998     | Jeugdopleiding Ajax (Nederland)      | 16 april 2017 (Ajax - sc Heerenveen)            |                                                |
| Middenveld      |                       |                    |              |                   |                                      |                                                 |                                                |
| 10              | Vlag van Nederland    | Davy Klaassen      | 30 juni 2018 | 21 februari 1993  | Jeugdopleiding Ajax (Nederland)      | 22 november 2011 (Olympique Lyonnais - Ajax)    | 27 november 2011 (N.E.C. - Ajax)               |
| 20              | Vlag van Denemarken   | Lasse Schöne       | 30 juni 2019 | 27 mei 1986       | N.E.C. (Nederland)                   | 5 augustus 2012 (PSV - Ajax)                    | 15 september 2012 (Ajax - RKC Waalwijk)        |
| 21              | Vlag van Nederland    | Frenkie de Jong    | 30 juni 2019 | 12 mei 1997       | Willem II (Nederland)                | 21 september 2016 (Ajax - Willem II)            | 7 mei 2017 (Ajax - Go Ahead Eagles)            |
| 22              | Vlag van Marokko      | Hakim Ziyech       | 30 juni 2021 | 19 maart 1993     | FC Twente (Nederland)                | 11 september 2016 (Ajax - Vitesse)              | 21 september 2016 (Ajax - Willem II)           |
| 30              | Vlag van Nederland    | Donny van de Beek  | 30 juni 2020 | 18 april 1997     | Jeugdopleiding Ajax (Nederland)      | 26 november 2015 (Celtic - Ajax)                | 10 december 2015 (Ajax - Molde)                |
| 34              | Vlag van Nederland    | Abdelhak Nouri     | 30 juni 2020 | 2 april 1997      | Jeugdopleiding Ajax (Nederland)      | 21 september 2016 (Ajax - Willem II)            | 21 september 2016 (Ajax - Willem II)           |
| 40              | Vlag van Nederland    | Carel Eiting       | 30 juni 2018 | 11 februari 1998  | Jeugdopleiding Ajax (Nederland)      | 26 oktober 2016 (Kozakken Boys - Ajax)          |                                                |
| Aanval          |                       |                    |              |                   |                                      |                                                 |                                                |
| 7               | Vlag van Brazilië     | David Neres        | 30 juni 2021 | 3 maart 1997      | São Paulo (Brazilië)                 | 26 februari 2017 (Ajax - Heracles Almelo)       | 2 april 2017 (Ajax - Feyenoord)                |
| 9               | Vlag van Burkina Faso | Bertrand Traoré    | 30 juni 2017 | 6 september 1995  | Chelsea (Engeland)                   | 13 augustus 2016 (Ajax - Roda JC)               | 15 september 2016 (Panathinaikos - Ajax)       |
| 11              | Vlag van Duitsland    | Amin Younes        | 30 juni 2018 | 6 augustus 1993   | Borussia Mönchengladbach (Duitsland) | 17 september 2015 (Ajax - Celtic)               | 4 oktober 2015 (Ajax - PSV)                    |
| 17              | Vlag van Tsjechië     | Václav Černý       | 30 juni 2020 | 17 oktober 1997   | Jeugdopleiding Ajax (Nederland)      | 15 augustus 2015 (Ajax - Willem II)             | 26 november 2015 (Celtic - Ajax)               |
| 19              | Vlag van Colombia     | Mateo Cassierra    | 30 juni 2021 | 13 april 1997     | Deportivo Cali (Colombia)            | 26 juli 2016 (Ajax - PAOK Saloniki)             | 7 augustus 2016 (Sparta - Ajax)                |
| 25              | Vlag van Denemarken   | Kasper Dolberg     | 30 juni 2018 | 6 oktober 1997    | Silkeborg IF (Denemarken)            | 26 juli 2016 (Ajax - PAOK Saloniki)             | 26 juli 2016 (Ajax - PAOK Saloniki)            |
| 44              | Vlag van Nederland    | Pelle Clement      | 30 juni 2018 | 19 mei 1996       | Jeugdopleiding Ajax (Nederland)      | 26 oktober 2016 (Kozakken Boys - Ajax)          | 26 oktober 2016 (Kozakken Boys - Ajax)         |
| 45              | Vlag van Nederland    | Justin Kluivert    | 30 juni 2019 | 5 mei 1999        | Jeugdopleiding Ajax (Nederland)      | 15 januari 2017 (PEC Zwolle - Ajax)             | 19 maart 2017 (Excelsior - Ajax)               |

Laatst bijgewerkt: 29 mei 2017

## Wedstrijdverslagen

### Vriendschappelijk
|                   |                                   |               |                                                   |                                                                 |
| 9 juli 2016 16:00 | Ajax                              | 3 – 4 (0 – 2) | FC Liefering                                      | Stadion: Lindenstadion, Hippach Scheidsrechter: Christoph Hofer |
| 9 juli 2016 16:00 | El Ghazi 68', 69' Van de Beek 79' | Verslag       | 15' Hee-chan 23' Oberlin 74' Grabovac 90' Berisha | Stadion: Lindenstadion, Hippach Scheidsrechter: Christoph Hofer |
| 9 juli 2016 16:00 |                                   |               |                                                   | Stadion: Lindenstadion, Hippach Scheidsrechter: Christoph Hofer |
| 9 juli 2016 16:00 |                                   |               |                                                   | Stadion: Lindenstadion, Hippach Scheidsrechter: Christoph Hofer |
|                   |                                   |               |                                                   |                                                                 |

|                    |                     |               |                      |                                           |
| 12 juli 2016 19:00 | AFC                 | 2 – 2 (1 – 0) | Ajax                 | Stadion: Sportpark Goed Genoeg, Amsterdam |
| 12 juli 2016 19:00 | Bosma 31' Jesse 57' | Verslag       | 55' Schöne 79' Murić | Stadion: Sportpark Goed Genoeg, Amsterdam |
| 12 juli 2016 19:00 |                     |               |                      | Stadion: Sportpark Goed Genoeg, Amsterdam |
| 12 juli 2016 19:00 |                     |               |                      | Stadion: Sportpark Goed Genoeg, Amsterdam |
|                    |                     |               |                      |                                           |

|                    |      |               |                                    |                                           |
| 16 juli 2016 15:00 | Ajax | 0 – 2 (0 – 1) | AA Gent                            | Stadion: Sportpark De Toekomst, Amsterdam |
| 16 juli 2016 15:00 |      | Verslag       | 13' Coulibaly 46' (e.d.) Riedewald | Stadion: Sportpark De Toekomst, Amsterdam |
| 16 juli 2016 15:00 |      |               |                                    | Stadion: Sportpark De Toekomst, Amsterdam |
| 16 juli 2016 15:00 |      |               |                                    | Stadion: Sportpark De Toekomst, Amsterdam |
|                    |      |               |                                    |                                           |

- Aanvankelijk zou dit duel in Nieuwleusen worden gespeeld, maar uit angst voor ongeregeldheden is het duel achter gesloten deuren op de Toekomst afgewerkt.

|                    |               |               |                       |                                           |
| 16 juli 2016 18:00 | Ajax          | 1 – 2 (1 – 1) | Krylja Sovetov        | Stadion: Sportpark De Toekomst, Amsterdam |
| 16 juli 2016 18:00 | Cassierra 10' | Verslag       | 6' Rodich 69' Tkachev | Stadion: Sportpark De Toekomst, Amsterdam |
| 16 juli 2016 18:00 |               |               |                       | Stadion: Sportpark De Toekomst, Amsterdam |
| 16 juli 2016 18:00 |               |               |                       | Stadion: Sportpark De Toekomst, Amsterdam |
|                    |               |               |                       |                                           |

- Aanvankelijk zou dit duel in Nieuwleusen worden gespeeld, maar uit angst voor ongeregeldheden is het duel achter gesloten deuren op de Toekomst afgewerkt.

|                    |            |               |                             |                                            |
| 20 juli 2016 15:00 | AS Béziers | 0 – 2 (0 – 0) | Ajax                        | Stadion: Stade de la Méditerranée, Béziers |
| 20 juli 2016 15:00 |            | Verslag       | 58' Sinkgraven 69' Živković | Stadion: Stade de la Méditerranée, Béziers |
| 20 juli 2016 15:00 |            |               |                             | Stadion: Stade de la Méditerranée, Béziers |
| 20 juli 2016 15:00 |            |               |                             | Stadion: Stade de la Méditerranée, Béziers |
|                    |            |               |                             |                                            |

|                    |                                  |               |                          |                                            |
| 20 juli 2016 20:00 | Olympique Marseille              | 2 – 2 (0 – 1) | Ajax                     | Stadion: Stade de la Méditerranée, Béziers |
| 20 juli 2016 20:00 | Sarr 60' (pen.) Alessandrini 63' | Verslag       | 7' Cassierra 86' Dolberg | Stadion: Stade de la Méditerranée, Béziers |
| 20 juli 2016 20:00 |                                  |               |                          | Stadion: Stade de la Méditerranée, Béziers |
| 20 juli 2016 20:00 |                                  |               |                          | Stadion: Stade de la Méditerranée, Béziers |
|                    |                                  |               |                          |                                            |

### UEFA Champions League
Derde kwalificatieronde
|                                |                    |               |                   |                                                                                         |
| Wedstrijd 1 26 juli 2016 20:45 | Ajax               | 1 – 1 (0 – 1) | PAOK Saloniki     | Stadion: Amsterdam ArenA, Amsterdam Toeschouwers: 47.744 Scheidsrechter: Javier Estrada |
| Wedstrijd 1 26 juli 2016 20:45 | Kasper Dolberg 57' | Verslag       | 27' Djalma Campos | Stadion: Amsterdam ArenA, Amsterdam Toeschouwers: 47.744 Scheidsrechter: Javier Estrada |
| Wedstrijd 1 26 juli 2016 20:45 |                    |               |                   | Stadion: Amsterdam ArenA, Amsterdam Toeschouwers: 47.744 Scheidsrechter: Javier Estrada |
| Wedstrijd 1 26 juli 2016 20:45 |                    |               |                   | Stadion: Amsterdam ArenA, Amsterdam Toeschouwers: 47.744 Scheidsrechter: Javier Estrada |
|                                |                    |               |                   |                                                                                         |

|                                   |                          |               |                                 |                                                                                          |
| Wedstrijd 2 3 augustus 2016 20:30 | PAOK Saloniki            | 1 – 2 (1 – 1) | Ajax                            | Stadion: Toumbastadion, Thessaloniki Toeschouwers: 28.000 Scheidsrechter: Anthony Taylor |
| Wedstrijd 2 3 augustus 2016 20:30 | Stefanos Athanasiadis 4' | Verslag       | 45+1' (pen.), 87' Davy Klaassen | Stadion: Toumbastadion, Thessaloniki Toeschouwers: 28.000 Scheidsrechter: Anthony Taylor |
| Wedstrijd 2 3 augustus 2016 20:30 |                          |               |                                 | Stadion: Toumbastadion, Thessaloniki Toeschouwers: 28.000 Scheidsrechter: Anthony Taylor |
| Wedstrijd 2 3 augustus 2016 20:30 |                          |               |                                 | Stadion: Toumbastadion, Thessaloniki Toeschouwers: 28.000 Scheidsrechter: Anthony Taylor |
|                                   |                          |               |                                 |                                                                                          |

- Eindscore: Ajax 3 – 2 PAOK Saloniki
- Hierdoor plaatste Ajax zich voor de play-off ronde.

Play-offronde
|                                    |                          |               |                     |                                                                                         |
| Wedstrijd 1 16 augustus 2016 20:45 | Ajax                     | 1 – 1 (1 – 1) | FK Rostov           | Stadion: Amsterdam ArenA, Amsterdam Toeschouwers: 51.463 Scheidsrechter: William Collum |
| Wedstrijd 1 16 augustus 2016 20:45 | Davy Klaassen 38' (pen.) | Verslag       | 13' Christian Noboa | Stadion: Amsterdam ArenA, Amsterdam Toeschouwers: 51.463 Scheidsrechter: William Collum |
| Wedstrijd 1 16 augustus 2016 20:45 |                          |               |                     | Stadion: Amsterdam ArenA, Amsterdam Toeschouwers: 51.463 Scheidsrechter: William Collum |
| Wedstrijd 1 16 augustus 2016 20:45 |                          |               |                     | Stadion: Amsterdam ArenA, Amsterdam Toeschouwers: 51.463 Scheidsrechter: William Collum |
|                                    |                          |               |                     |                                                                                         |

|                                    | |               |                          |                                                                                        |
| Wedstrijd 2 24 augustus 2016 20:45 | FK Rostov                                                                                          | 4 – 1 (1 – 0) | Ajax                     | Stadion: Olimp-2, Rostov aan de Don Toeschouwers: 15.320 Scheidsrechter: Milorad Mažić |
| Wedstrijd 2 24 augustus 2016 20:45 | Sardar Azmoun 34' Alexandr Erokhin 52' Christian Noboa 60' Dmitry Poloz 66' Fjodor Koedrjasjov 83' | Verslag       | 84' (pen.) Davy Klaassen | Stadion: Olimp-2, Rostov aan de Don Toeschouwers: 15.320 Scheidsrechter: Milorad Mažić |
| Wedstrijd 2 24 augustus 2016 20:45 | |               |                          | Stadion: Olimp-2, Rostov aan de Don Toeschouwers: 15.320 Scheidsrechter: Milorad Mažić |
| Wedstrijd 2 24 augustus 2016 20:45 | |               |                          | Stadion: Olimp-2, Rostov aan de Don Toeschouwers: 15.320 Scheidsrechter: Milorad Mažić |
|                                    | |               |                          |                                                                                        |

- Eindscore: Ajax 2 – 5 FK Rostov
- Hierdoor was Ajax uitgeschakeld in de Champions League dit seizoen.

### UEFA Europa League
Groepsfase (Groep G)
| #  | Club          | GS | W | G | V | DV | DT | DS  | P  |
| -- | ------------- | -- | - | - | - | -- | -- | --- | -- |
| 1. | Ajax          | 6  | 4 | 2 | 0 | 11 | 6  | +5  | 14 |
| 2. | Celta de Vigo | 6  | 2 | 3 | 1 | 10 | 7  | +3  | 9  |
| 3. | Standard Luik | 6  | 1 | 4 | 1 | 8  | 6  | +2  | 7  |
| 4. | Panathinaikos | 6  | 0 | 1 | 5 | 3  | 13 | −10 | 1  |

| Legenda kleuren in de tabellen                                 |
| -------------------------------------------------------------- |
| Groepswinnaars en nummers twee gaan door naar de tweede ronde. |
| Uitgeschakeld                                                  |

|                                        |                                           |               |                                          |                                                                                                  |
| Wedstrijddag 1 15 september 2016 21:05 | Panathinaikos                             | 1 – 2 (1 – 1) | Ajax                                     | Stadion: Apostolos Nikolaidisstadion, Athene Toeschouwers: 13.019 Scheidsrechter: Andre Marriner |
| Wedstrijddag 1 15 september 2016 21:05 | Berg 5' Ivanov 60', 70' Wakaso 63', 90+3' | Verslag       | 33' Traoré 67' Riedewald 56', 80' Ziyech | Stadion: Apostolos Nikolaidisstadion, Athene Toeschouwers: 13.019 Scheidsrechter: Andre Marriner |
| Wedstrijddag 1 15 september 2016 21:05 |                                           |               |                                          | Stadion: Apostolos Nikolaidisstadion, Athene Toeschouwers: 13.019 Scheidsrechter: Andre Marriner |
| Wedstrijddag 1 15 september 2016 21:05 |                                           |               |                                          | Stadion: Apostolos Nikolaidisstadion, Athene Toeschouwers: 13.019 Scheidsrechter: Andre Marriner |
|                                        |                                           |               |                                          |                                                                                                  |

|                                        |             |               |               |                                                                                          |
| Wedstrijddag 2 29 september 2016 19:00 | Ajax        | 1 – 0 (1 – 0) | Standard Luik | Stadion: Amsterdam ArenA, Amsterdam Toeschouwers: 31.352 Scheidsrechter: Paolo Mazzoleni |
| Wedstrijddag 2 29 september 2016 19:00 | Dolberg 28' | Verslag       |               | Stadion: Amsterdam ArenA, Amsterdam Toeschouwers: 31.352 Scheidsrechter: Paolo Mazzoleni |
| Wedstrijddag 2 29 september 2016 19:00 |             |               |               | Stadion: Amsterdam ArenA, Amsterdam Toeschouwers: 31.352 Scheidsrechter: Paolo Mazzoleni |
| Wedstrijddag 2 29 september 2016 19:00 |             |               |               | Stadion: Amsterdam ArenA, Amsterdam Toeschouwers: 31.352 Scheidsrechter: Paolo Mazzoleni |
|                                        |             |               |               |                                                                                          |

|                                      |                         |               |                       |                                                                                    |
| Wedstrijddag 3 20 oktober 2016 19:00 | Celta de Vigo           | 2 – 2 (1 – 1) | Ajax                  | Stadion: Estadio Balaídos, Vigo Toeschouwers: 18.397 Scheidsrechter: Ivan Kružliak |
| Wedstrijddag 3 20 oktober 2016 19:00 | Fontàs 29' Orellana 82' | Verslag       | 22' Ziyech 71' Younes | Stadion: Estadio Balaídos, Vigo Toeschouwers: 18.397 Scheidsrechter: Ivan Kružliak |
| Wedstrijddag 3 20 oktober 2016 19:00 |                         |               |                       | Stadion: Estadio Balaídos, Vigo Toeschouwers: 18.397 Scheidsrechter: Ivan Kružliak |
| Wedstrijddag 3 20 oktober 2016 19:00 |                         |               |                       | Stadion: Estadio Balaídos, Vigo Toeschouwers: 18.397 Scheidsrechter: Ivan Kružliak |
|                                      |                         |               |                       |                                                                                    |

|                                      |                                   |               |                        |                                                                                           |
| Wedstrijddag 4 3 november 2016 21:05 | Ajax                              | 3 – 2 (1 – 0) | Celta de Vigo          | Stadion: Amsterdam ArenA, Amsterdam Toeschouwers: 44.545 Scheidsrechter: Paweł Raczkowski |
| Wedstrijddag 4 3 november 2016 21:05 | Dolberg 41' Ziyech 68' Younes 71' | Verslag       | 79' Guidetti 86' Aspas | Stadion: Amsterdam ArenA, Amsterdam Toeschouwers: 44.545 Scheidsrechter: Paweł Raczkowski |
| Wedstrijddag 4 3 november 2016 21:05 |                                   |               |                        | Stadion: Amsterdam ArenA, Amsterdam Toeschouwers: 44.545 Scheidsrechter: Paweł Raczkowski |
| Wedstrijddag 4 3 november 2016 21:05 |                                   |               |                        | Stadion: Amsterdam ArenA, Amsterdam Toeschouwers: 44.545 Scheidsrechter: Paweł Raczkowski |
|                                      |                                   |               |                        |                                                                                           |

|                                       |                     |               |               |                                                                                         |
| Wedstrijddag 5 24 november 2016 19:00 | Ajax                | 2 – 0 (1 – 0) | Panathinaikos | Stadion: Amsterdam ArenA, Amsterdam Toeschouwers: 41.011 Scheidsrechter: Aleksej Jeskov |
| Wedstrijddag 5 24 november 2016 19:00 | Schöne 40' Tete 50' | Verslag       |               | Stadion: Amsterdam ArenA, Amsterdam Toeschouwers: 41.011 Scheidsrechter: Aleksej Jeskov |
| Wedstrijddag 5 24 november 2016 19:00 |                     |               |               | Stadion: Amsterdam ArenA, Amsterdam Toeschouwers: 41.011 Scheidsrechter: Aleksej Jeskov |
| Wedstrijddag 5 24 november 2016 19:00 |                     |               |               | Stadion: Amsterdam ArenA, Amsterdam Toeschouwers: 41.011 Scheidsrechter: Aleksej Jeskov |
|                                       |                     |               |               |                                                                                         |

|                                      |               |               |              |                                                                                          |
| Wedstrijddag 6 8 december 2016 21:05 | Standard Luik | 1 – 1 (0 – 1) | Ajax         | Stadion: Stade Maurice Dufrasne, Luik Toeschouwers: 20.344 Scheidsrechter: Robert Madden |
| Wedstrijddag 6 8 december 2016 21:05 | Raman 85'     | Verslag       | 27' El Ghazi | Stadion: Stade Maurice Dufrasne, Luik Toeschouwers: 20.344 Scheidsrechter: Robert Madden |
| Wedstrijddag 6 8 december 2016 21:05 |               |               |              | Stadion: Stade Maurice Dufrasne, Luik Toeschouwers: 20.344 Scheidsrechter: Robert Madden |
| Wedstrijddag 6 8 december 2016 21:05 |               |               |              | Stadion: Stade Maurice Dufrasne, Luik Toeschouwers: 20.344 Scheidsrechter: Robert Madden |
|                                      |               |               |              |                                                                                          |

- Ajax is hiermee als eerste geëindigd in deze poule. Ajax ging dus door naar de volgende ronde van de Europa League.

Laatste 32
|                                    |                |               |               |                                                                                                 |
| Wedstrijd 1 16 februari 2017 21:05 | Legia Warschau | 0 – 0 (0 – 0) | Ajax          | Stadion: Wojska Polskiegostadion, Warschau Toeschouwers: 28.742 Scheidsrechter: David Fernández |
| Wedstrijd 1 16 februari 2017 21:05 |                | Verslag       | 72', 85' Tete | Stadion: Wojska Polskiegostadion, Warschau Toeschouwers: 28.742 Scheidsrechter: David Fernández |
| Wedstrijd 1 16 februari 2017 21:05 |                |               |               | Stadion: Wojska Polskiegostadion, Warschau Toeschouwers: 28.742 Scheidsrechter: David Fernández |
| Wedstrijd 1 16 februari 2017 21:05 |                |               |               | Stadion: Wojska Polskiegostadion, Warschau Toeschouwers: 28.742 Scheidsrechter: David Fernández |
|                                    |                |               |               |                                                                                                 |

|                                    |               |               |                |                                                                                         |
| Wedstrijd 2 23 februari 2017 19:00 | Ajax          | 1 – 0 (0 – 0) | Legia Warschau | Stadion: Amsterdam ArenA, Amsterdam Toeschouwers: 52.285 Scheidsrechter: Anthony Taylor |
| Wedstrijd 2 23 februari 2017 19:00 | Viergever 49' | Verslag       |                | Stadion: Amsterdam ArenA, Amsterdam Toeschouwers: 52.285 Scheidsrechter: Anthony Taylor |
| Wedstrijd 2 23 februari 2017 19:00 |               |               |                | Stadion: Amsterdam ArenA, Amsterdam Toeschouwers: 52.285 Scheidsrechter: Anthony Taylor |
| Wedstrijd 2 23 februari 2017 19:00 |               |               |                | Stadion: Amsterdam ArenA, Amsterdam Toeschouwers: 52.285 Scheidsrechter: Anthony Taylor |
|                                    |               |               |                |                                                                                         |

- Eindscore: Ajax 1 – 0 Legia Warschau
- Hiermee ging Ajax door naar de achtste finale.

Achtste finale
|                                |                       |               |             |                                                                                    |
| Wedstrijd 1 9 maart 2017 19:00 | FC Kopenhagen         | 2 – 1 (1 – 1) | Ajax        | Stadion: Parken, Kopenhagen Toeschouwers: 31.189 Scheidsrechter: Artur Soares Dias |
| Wedstrijd 1 9 maart 2017 19:00 | Falk 1' Cornelius 60' | Verslag       | 32' Dolberg | Stadion: Parken, Kopenhagen Toeschouwers: 31.189 Scheidsrechter: Artur Soares Dias |
| Wedstrijd 1 9 maart 2017 19:00 |                       |               |             | Stadion: Parken, Kopenhagen Toeschouwers: 31.189 Scheidsrechter: Artur Soares Dias |
| Wedstrijd 1 9 maart 2017 19:00 |                       |               |             | Stadion: Parken, Kopenhagen Toeschouwers: 31.189 Scheidsrechter: Artur Soares Dias |
|                                |                       |               |             |                                                                                    |

|                                 |                                 |               |               |                                                                                        |
| Wedstrijd 2 16 maart 2017 21:05 | Ajax                            | 2 – 0 (2 – 0) | FC Kopenhagen | Stadion: Amsterdam ArenA, Amsterdam Toeschouwers: 52.270 Scheidsrechter: Ivan Kružliak |
| Wedstrijd 2 16 maart 2017 21:05 | Traoré 23' Dolberg 45+3' (pen.) | Verslag       |               | Stadion: Amsterdam ArenA, Amsterdam Toeschouwers: 52.270 Scheidsrechter: Ivan Kružliak |
| Wedstrijd 2 16 maart 2017 21:05 |                                 |               |               | Stadion: Amsterdam ArenA, Amsterdam Toeschouwers: 52.270 Scheidsrechter: Ivan Kružliak |
| Wedstrijd 2 16 maart 2017 21:05 |                                 |               |               | Stadion: Amsterdam ArenA, Amsterdam Toeschouwers: 52.270 Scheidsrechter: Ivan Kružliak |
|                                 |                                 |               |               |                                                                                        |

- Eindscore: Ajax 3 – 2 FC Kopenhagen
- Hiermee ging Ajax door naar de kwartfinale.

Kwartfinale
|                                 |                          |               |            |                                                                                          |
| Wedstrijd 1 13 april 2017 21:05 | Ajax                     | 2 – 0 (1 – 0) | Schalke 04 | Stadion: Amsterdam ArenA, Amsterdam Toeschouwers: 52.384 Scheidsrechter: Sergej Karasjov |
| Wedstrijd 1 13 april 2017 21:05 | Klaassen 23' (pen.), 52' | Verslag       |            | Stadion: Amsterdam ArenA, Amsterdam Toeschouwers: 52.384 Scheidsrechter: Sergej Karasjov |
| Wedstrijd 1 13 april 2017 21:05 |                          |               |            | Stadion: Amsterdam ArenA, Amsterdam Toeschouwers: 52.384 Scheidsrechter: Sergej Karasjov |
| Wedstrijd 1 13 april 2017 21:05 |                          |               |            | Stadion: Amsterdam ArenA, Amsterdam Toeschouwers: 52.384 Scheidsrechter: Sergej Karasjov |
|                                 |                          |               |            |                                                                                          |

|                                 |                                             |                              |                                             |                                                                                           |
| Wedstrijd 2 20 april 2017 21:05 | Schalke 04                                  | 3 – 2 (n.v.) (0 – 0) (2 – 0) | Ajax                                        | Stadion: Veltins-Arena, Gelsenkirchen Toeschouwers: 53.701 Scheidsrechter: Ovidiu Haţegan |
| Wedstrijd 2 20 april 2017 21:05 | Goretzka 53' Burgstaller 56' Caligiuri 101' | Verslag                      | 111' Viergever 120' Younes 72', 81' Veltman | Stadion: Veltins-Arena, Gelsenkirchen Toeschouwers: 53.701 Scheidsrechter: Ovidiu Haţegan |
| Wedstrijd 2 20 april 2017 21:05 |                                             |                              |                                             | Stadion: Veltins-Arena, Gelsenkirchen Toeschouwers: 53.701 Scheidsrechter: Ovidiu Haţegan |
| Wedstrijd 2 20 april 2017 21:05 |                                             |                              |                                             | Stadion: Veltins-Arena, Gelsenkirchen Toeschouwers: 53.701 Scheidsrechter: Ovidiu Haţegan |
|                                 |                                             |                              |                                             |                                                                                           |

- Eindscore: Ajax 4 – 3 Schalke 04
- Hiermee ging Ajax door naar de halve finale.

Halve finale
|                                |                                        |               |                |                                                                                          |
| Wedstrijd 1 - 3 mei 2017 18:45 | Ajax                                   | 4 – 1 (2 – 0) | Olympique Lyon | Stadion: Amsterdam ArenA, Amsterdam Toeschouwers: 52.141 Scheidsrechter: Gianluca Rocchi |
| Wedstrijd 1 - 3 mei 2017 18:45 | Traoré 25', 71' Dolberg 34' Younes 49' | Verslag       | 66' Valbuena   | Stadion: Amsterdam ArenA, Amsterdam Toeschouwers: 52.141 Scheidsrechter: Gianluca Rocchi |
| Wedstrijd 1 - 3 mei 2017 18:45 |                                        |               |                | Stadion: Amsterdam ArenA, Amsterdam Toeschouwers: 52.141 Scheidsrechter: Gianluca Rocchi |
| Wedstrijd 1 - 3 mei 2017 18:45 |                                        |               |                | Stadion: Amsterdam ArenA, Amsterdam Toeschouwers: 52.141 Scheidsrechter: Gianluca Rocchi |
|                                |                                        |               |                |                                                                                          |

|                               |                                         |               |                                |                                                                                              |
| Wedstrijd 2 11 mei 2017 21:05 | Olympique Lyon                          | 3 – 1 (2 – 1) | Ajax                           | Stadion: Parc Olympique Lyonnais, Lyon Toeschouwers: 55.000 Scheidsrechter: Szymon Marciniak |
| Wedstrijd 2 11 mei 2017 21:05 | Lacazette 45' (pen.), 45+1' Ghezzal 81' | Verslag       | 27' Dolberg 68', 84' Viergever | Stadion: Parc Olympique Lyonnais, Lyon Toeschouwers: 55.000 Scheidsrechter: Szymon Marciniak |
| Wedstrijd 2 11 mei 2017 21:05 |                                         |               |                                | Stadion: Parc Olympique Lyonnais, Lyon Toeschouwers: 55.000 Scheidsrechter: Szymon Marciniak |
| Wedstrijd 2 11 mei 2017 21:05 |                                         |               |                                | Stadion: Parc Olympique Lyonnais, Lyon Toeschouwers: 55.000 Scheidsrechter: Szymon Marciniak |
|                               |                                         |               |                                |                                                                                              |

* Vanwege de Nationale Dodenherdenking in Amsterdam op donderdag 4 mei was de thuiswedstrijd van Ajax vervroegd naar woensdag 3 mei.
- Eindscore: Ajax 5 – 4 Olympique Lyon
- Hiermee ging Ajax door naar de finale.

Finale
|                   |      |               |                          |                                                                                  |
| 24 mei 2017 20:45 | Ajax | 0 – 2 (0 – 1) | Manchester United        | Stadion: Friends Arena, Solna Toeschouwers: 46.961 Scheidsrechter: Damir Skomina |
| 24 mei 2017 20:45 |      | Verslag       | 18' Pogba 48' Mchitarjan | Stadion: Friends Arena, Solna Toeschouwers: 46.961 Scheidsrechter: Damir Skomina |
| 24 mei 2017 20:45 |      |               |                          | Stadion: Friends Arena, Solna Toeschouwers: 46.961 Scheidsrechter: Damir Skomina |
| 24 mei 2017 20:45 |      |               |                          | Stadion: Friends Arena, Solna Toeschouwers: 46.961 Scheidsrechter: Damir Skomina |
|                   |      |               |                          |                                                                                  |

- Hierdoor eindigde Ajax als tweede van de Europa League.

### KNVB beker
|                                      |                                                        |               |           | |
| Eerste ronde 21 september 2016 20:45 | * Ajax                                                 | 5 – 0 (2 – 0) | Willem II | Stadion: Amsterdam ArenA, Amsterdam Toeschouwers: 33.250 Scheidsrechter: Makkelie Video-assistent: Van Boekel |
| Eerste ronde 21 september 2016 20:45 | Bazoer 13' De Ligt 25' Ziyech 72' Schöne 82' Nouri 89' | Verslag       | 58' Kali  | Stadion: Amsterdam ArenA, Amsterdam Toeschouwers: 33.250 Scheidsrechter: Makkelie Video-assistent: Van Boekel |
| Eerste ronde 21 september 2016 20:45 |                                                        |               |           | Stadion: Amsterdam ArenA, Amsterdam Toeschouwers: 33.250 Scheidsrechter: Makkelie Video-assistent: Van Boekel |
| Eerste ronde 21 september 2016 20:45 |                                                        |               |           | Stadion: Amsterdam ArenA, Amsterdam Toeschouwers: 33.250 Scheidsrechter: Makkelie Video-assistent: Van Boekel |
|                                      |                                                        |               |           | |

|                                    |               |               |                                                            |                                                                                       |
| Tweede ronde 26 oktober 2016 18:30 | Kozakken Boys | 1 – 6 (0 – 4) | Ajax *                                                     | Stadion: Sportpark de Zwaaier, Werkendam Toeschouwers: 6.000 Scheidsrechter: Manschot |
| Tweede ronde 26 oktober 2016 18:30 | Ignacio 85'   | Verslag       | 25', 33' Cassierra 29' El Ghazi 41' Černý 51', 89' Clement | Stadion: Sportpark de Zwaaier, Werkendam Toeschouwers: 6.000 Scheidsrechter: Manschot |
| Tweede ronde 26 oktober 2016 18:30 |               |               |                                                            | Stadion: Sportpark de Zwaaier, Werkendam Toeschouwers: 6.000 Scheidsrechter: Manschot |
| Tweede ronde 26 oktober 2016 18:30 |               |               |                                                            | Stadion: Sportpark de Zwaaier, Werkendam Toeschouwers: 6.000 Scheidsrechter: Manschot |
|                                    |               |               |                                                            |                                                                                       |

|                                       |                |               |             | |
| Achtste finale 15 december 2016 18:30 | * SC Cambuur   | 2 – 1 (2 – 0) | Ajax        | Stadion: Cambuurstadion, Leeuwarden Toeschouwers: 9.203 Scheidsrechter: Blom Video-assistent: Kamphuis |
| Achtste finale 15 december 2016 18:30 | Barto 20', 39' | Verslag       | 67' Clement | Stadion: Cambuurstadion, Leeuwarden Toeschouwers: 9.203 Scheidsrechter: Blom Video-assistent: Kamphuis |
| Achtste finale 15 december 2016 18:30 |                |               |             | Stadion: Cambuurstadion, Leeuwarden Toeschouwers: 9.203 Scheidsrechter: Blom Video-assistent: Kamphuis |
| Achtste finale 15 december 2016 18:30 |                |               |             | Stadion: Cambuurstadion, Leeuwarden Toeschouwers: 9.203 Scheidsrechter: Blom Video-assistent: Kamphuis |
|                                       |                |               |             | |

- In de eerste ronde en in de achtste finale werden er gebruikgemaakt van video-assistent.
- Ajax is hiermee uitgeschakeld in de KNVB beker voor dit seizoen.

### Eredivisie
|                                    |                  |               |                                                           |                                                                                         |
| Speelronde 1 7 augustus 2016 14:30 | Sparta Rotterdam | 1 – 3 (1 – 1) | Ajax                                                      | Stadion: Spartastadion Het Kasteel, Rotterdam Toeschouwers: 10.599 Scheidsrechter: Blom |
| Speelronde 1 7 augustus 2016 14:30 | Gudelj 8' (e.d.) | Verslag       | 5' Klaassen 54' Sinkgraven 65' Cassierra 17', 84' Veltman | Stadion: Spartastadion Het Kasteel, Rotterdam Toeschouwers: 10.599 Scheidsrechter: Blom |
| Speelronde 1 7 augustus 2016 14:30 |                  |               |                                                           | Stadion: Spartastadion Het Kasteel, Rotterdam Toeschouwers: 10.599 Scheidsrechter: Blom |
| Speelronde 1 7 augustus 2016 14:30 |                  |               |                                                           | Stadion: Spartastadion Het Kasteel, Rotterdam Toeschouwers: 10.599 Scheidsrechter: Blom |
|                                    |                  |               |                                                           |                                                                                         |

|                                     |                 |               |                                               |                                                                                  |
| Speelronde 2 13 augustus 2016 19:45 | Ajax            | 2 – 2 (2 – 1) | Roda JC Kerkrade                              | Stadion: Amsterdam ArenA, Amsterdam Toeschouwers: 48.343 Scheidsrechter: Nijhuis |
| Speelronde 2 13 augustus 2016 19:45 | Dolberg 8', 44' | Verslag       | 17' Auassar 90+1' Van Hyfte 49', 90+4' Ananou | Stadion: Amsterdam ArenA, Amsterdam Toeschouwers: 48.343 Scheidsrechter: Nijhuis |
| Speelronde 2 13 augustus 2016 19:45 |                 |               |                                               | Stadion: Amsterdam ArenA, Amsterdam Toeschouwers: 48.343 Scheidsrechter: Nijhuis |
| Speelronde 2 13 augustus 2016 19:45 |                 |               |                                               | Stadion: Amsterdam ArenA, Amsterdam Toeschouwers: 48.343 Scheidsrechter: Nijhuis |
|                                     |                 |               |                                               |                                                                                  |

|                                     |             |               |                        |                                                                                 |
| Speelronde 3 20 augustus 2016 19:45 | Ajax        | 1 – 2 (1 – 2) | Willem II              | Stadion: Amsterdam ArenA, Amsterdam Toeschouwers: 45.405 Scheidsrechter: Higler |
| Speelronde 3 20 augustus 2016 19:45 | Klaassen 1' | Verslag       | 28' Falkenburg 31' Sol | Stadion: Amsterdam ArenA, Amsterdam Toeschouwers: 45.405 Scheidsrechter: Higler |
| Speelronde 3 20 augustus 2016 19:45 |             |               |                        | Stadion: Amsterdam ArenA, Amsterdam Toeschouwers: 45.405 Scheidsrechter: Higler |
| Speelronde 3 20 augustus 2016 19:45 |             |               |                        | Stadion: Amsterdam ArenA, Amsterdam Toeschouwers: 45.405 Scheidsrechter: Higler |
|                                     |             |               |                        |                                                                                 |

|                                     |                 |               |                                     |                                                                                    |
| Speelronde 4 28 augustus 2016 14:30 | Go Ahead Eagles | 0 – 3 (0 – 2) | Ajax                                | Stadion: De Adelaarshorst, Deventer Toeschouwers: 9.756 Scheidsrechter: Van Boekel |
| Speelronde 4 28 augustus 2016 14:30 |                 | Verslag       | 24', 35' (pen.) Klaassen 62' Gudelj | Stadion: De Adelaarshorst, Deventer Toeschouwers: 9.756 Scheidsrechter: Van Boekel |
| Speelronde 4 28 augustus 2016 14:30 |                 |               |                                     | Stadion: De Adelaarshorst, Deventer Toeschouwers: 9.756 Scheidsrechter: Van Boekel |
| Speelronde 4 28 augustus 2016 14:30 |                 |               |                                     | Stadion: De Adelaarshorst, Deventer Toeschouwers: 9.756 Scheidsrechter: Van Boekel |
|                                     |                 |               |                                     |                                                                                    |

|                                      |               |               |                    |                                                                                   |
| Speelronde 5 11 september 2016 16:45 | Ajax          | 1 – 0 (1 – 0) | Vitesse            | Stadion: Amsterdam ArenA, Amsterdam Toeschouwers: 47.168 Scheidsrechter: Liesveld |
| Speelronde 5 11 september 2016 16:45 | Viergever 55' | Verslag       | 44', 67' Kruiswijk | Stadion: Amsterdam ArenA, Amsterdam Toeschouwers: 47.168 Scheidsrechter: Liesveld |
| Speelronde 5 11 september 2016 16:45 |               |               |                    | Stadion: Amsterdam ArenA, Amsterdam Toeschouwers: 47.168 Scheidsrechter: Liesveld |
| Speelronde 5 11 september 2016 16:45 |               |               |                    | Stadion: Amsterdam ArenA, Amsterdam Toeschouwers: 47.168 Scheidsrechter: Liesveld |
|                                      |               |               |                    |                                                                                   |

|                                      |                 |               |                          |                                                                                |
| Speelronde 6 18 september 2016 16:45 | Heracles Almelo | 0 – 2 (0 – 0) | Ajax                     | Stadion: Polman Stadion, Almelo Toeschouwers: 12.031 Scheidsrechter: Gözübüyük |
| Speelronde 6 18 september 2016 16:45 |                 | Verslag       | 66' Klaassen 76' Dolberg | Stadion: Polman Stadion, Almelo Toeschouwers: 12.031 Scheidsrechter: Gözübüyük |
| Speelronde 6 18 september 2016 16:45 |                 |               |                          | Stadion: Polman Stadion, Almelo Toeschouwers: 12.031 Scheidsrechter: Gözübüyük |
| Speelronde 6 18 september 2016 16:45 |                 |               |                          | Stadion: Polman Stadion, Almelo Toeschouwers: 12.031 Scheidsrechter: Gözübüyük |
|                                      |                 |               |                          |                                                                                |

|                                      |                                             |               |            |                                                                                   |
| Speelronde 7 24 september 2016 19:45 | Ajax                                        | 5 – 1 (2 – 1) | PEC Zwolle | Stadion: Amsterdam ArenA, Amsterdam Toeschouwers: 48.088 Scheidsrechter: Kamphuis |
| Speelronde 7 24 september 2016 19:45 | Sánchez 8', 38' Dolberg 55', 64' Traoré 59' | Verslag       | 4' Brama   | Stadion: Amsterdam ArenA, Amsterdam Toeschouwers: 48.088 Scheidsrechter: Kamphuis |
| Speelronde 7 24 september 2016 19:45 |                                             |               |            | Stadion: Amsterdam ArenA, Amsterdam Toeschouwers: 48.088 Scheidsrechter: Kamphuis |
| Speelronde 7 24 september 2016 19:45 |                                             |               |            | Stadion: Amsterdam ArenA, Amsterdam Toeschouwers: 48.088 Scheidsrechter: Kamphuis |
|                                      |                                             |               |            |                                                                                   |

|                                   |                                                 |               |                               |                                                                                  |
| Speelronde 8 2 oktober 2016 12:30 | Ajax                                            | 3 – 2 (0 – 1) | FC Utrecht                    | Stadion: Amsterdam ArenA, Amsterdam Toeschouwers: 47.243 Scheidsrechter: Nijhuis |
| Speelronde 8 2 oktober 2016 12:30 | Leeuwin 47' (e.d.) Schöne 79' (pen.) Ziyech 87' | Verslag       | 27' Conboy 90' Van der Maarel | Stadion: Amsterdam ArenA, Amsterdam Toeschouwers: 47.243 Scheidsrechter: Nijhuis |
| Speelronde 8 2 oktober 2016 12:30 |                                                 |               |                               | Stadion: Amsterdam ArenA, Amsterdam Toeschouwers: 47.243 Scheidsrechter: Nijhuis |
| Speelronde 8 2 oktober 2016 12:30 |                                                 |               |                               | Stadion: Amsterdam ArenA, Amsterdam Toeschouwers: 47.243 Scheidsrechter: Nijhuis |
|                                   |                                                 |               |                               |                                                                                  |

|                                    |              |               |                         |                                                                              |
| Speelronde 9 16 oktober 2016 16:45 | ADO Den Haag | 0 – 2 (0 – 1) | Ajax                    | Stadion: Kyocera Stadion, Den Haag Toeschouwers: 13.764 Scheidsrechter: Blom |
| Speelronde 9 16 oktober 2016 16:45 |              | Verslag       | 20' Klaassen 52' Traoré | Stadion: Kyocera Stadion, Den Haag Toeschouwers: 13.764 Scheidsrechter: Blom |
| Speelronde 9 16 oktober 2016 16:45 |              |               |                         | Stadion: Kyocera Stadion, Den Haag Toeschouwers: 13.764 Scheidsrechter: Blom |
| Speelronde 9 16 oktober 2016 16:45 |              |               |                         | Stadion: Kyocera Stadion, Den Haag Toeschouwers: 13.764 Scheidsrechter: Blom |
|                                    |              |               |                         |                                                                              |

|                                     |           |               |             |                                                                                     |
| Speelronde 10 23 oktober 2016 14:30 | Feyenoord | 1 – 1 (0 – 0) | Ajax        | Stadion: Stadion Feijenoord, Rotterdam Toeschouwers: 47.500 Scheidsrechter: Kuipers |
| Speelronde 10 23 oktober 2016 14:30 | Kuijt 85' | Verslag       | 55' Dolberg | Stadion: Stadion Feijenoord, Rotterdam Toeschouwers: 47.500 Scheidsrechter: Kuipers |
| Speelronde 10 23 oktober 2016 14:30 |           |               |             | Stadion: Stadion Feijenoord, Rotterdam Toeschouwers: 47.500 Scheidsrechter: Kuipers |
| Speelronde 10 23 oktober 2016 14:30 |           |               |             | Stadion: Stadion Feijenoord, Rotterdam Toeschouwers: 47.500 Scheidsrechter: Kuipers |
|                                     |           |               |             |                                                                                     |

|                                     |            |               |           |                                                                                   |
| Speelronde 11 29 oktober 2016 20:45 | Ajax       | 1 – 0 (0 – 0) | Excelsior | Stadion: Amsterdam ArenA, Amsterdam Toeschouwers: 47.460 Scheidsrechter: Makkelie |
| Speelronde 11 29 oktober 2016 20:45 | Ziyech 48' | Verslag       |           | Stadion: Amsterdam ArenA, Amsterdam Toeschouwers: 47.460 Scheidsrechter: Makkelie |
| Speelronde 11 29 oktober 2016 20:45 |            |               |           | Stadion: Amsterdam ArenA, Amsterdam Toeschouwers: 47.460 Scheidsrechter: Makkelie |
| Speelronde 11 29 oktober 2016 20:45 |            |               |           | Stadion: Amsterdam ArenA, Amsterdam Toeschouwers: 47.460 Scheidsrechter: Makkelie |
|                                     |            |               |           |                                                                                   |

|                                     |                   |               |                         |                                                                                |
| Speelronde 12 6 november 2016 14:30 | AZ                | 2 – 2 (1 – 0) | Ajax                    | Stadion: AFAS Stadion, Alkmaar Toeschouwers: 16.647 Scheidsrechter: Van Boekel |
| Speelronde 12 6 november 2016 14:30 | Weghorst 13', 78' | Verslag       | 47' Traoré 62' Klaassen | Stadion: AFAS Stadion, Alkmaar Toeschouwers: 16.647 Scheidsrechter: Van Boekel |
| Speelronde 12 6 november 2016 14:30 |                   |               |                         | Stadion: AFAS Stadion, Alkmaar Toeschouwers: 16.647 Scheidsrechter: Van Boekel |
| Speelronde 12 6 november 2016 14:30 |                   |               |                         | Stadion: AFAS Stadion, Alkmaar Toeschouwers: 16.647 Scheidsrechter: Van Boekel |
|                                     |                   |               |                         |                                                                                |

|                                      |                                             |               |        |                                                                                  |
| Speelronde 13 20 november 2016 14:30 | Ajax                                        | 5 – 0 (3 – 0) | N.E.C. | Stadion: Amsterdam ArenA, Amsterdam Toeschouwers: 49.521 Scheidsrechter: Nijhuis |
| Speelronde 13 20 november 2016 14:30 | Dolberg 19', 24', 37' Traoré 55' Schöne 57' | Verslag       |        | Stadion: Amsterdam ArenA, Amsterdam Toeschouwers: 49.521 Scheidsrechter: Nijhuis |
| Speelronde 13 20 november 2016 14:30 |                                             |               |        | Stadion: Amsterdam ArenA, Amsterdam Toeschouwers: 49.521 Scheidsrechter: Nijhuis |
| Speelronde 13 20 november 2016 14:30 |                                             |               |        | Stadion: Amsterdam ArenA, Amsterdam Toeschouwers: 49.521 Scheidsrechter: Nijhuis |
|                                      |                                             |               |        |                                                                                  |

|                                      |               |               |              |                                                                                        |
| Speelronde 14 27 november 2016 14:30 | sc Heerenveen | 0 – 1 (0 – 0) | Ajax         | Stadion: Abe Lenstra Stadion, Heerenveen Toeschouwers: 25.800 Scheidsrechter: Makkelie |
| Speelronde 14 27 november 2016 14:30 |               | Verslag       | 71' Klaassen | Stadion: Abe Lenstra Stadion, Heerenveen Toeschouwers: 25.800 Scheidsrechter: Makkelie |
| Speelronde 14 27 november 2016 14:30 |               |               |              | Stadion: Abe Lenstra Stadion, Heerenveen Toeschouwers: 25.800 Scheidsrechter: Makkelie |
| Speelronde 14 27 november 2016 14:30 |               |               |              | Stadion: Abe Lenstra Stadion, Heerenveen Toeschouwers: 25.800 Scheidsrechter: Makkelie |
|                                      |               |               |              |                                                                                        |

|                                     |                              |               |              |                                                                                    |
| Speelronde 15 4 december 2016 16:45 | Ajax                         | 2 – 0 (1 – 0) | FC Groningen | Stadion: Amsterdam ArenA, Amsterdam Toeschouwers: 50.667 Scheidsrechter: Gözübüyük |
| Speelronde 15 4 december 2016 16:45 | Sánchez 9' Ziyech 72' (pen.) | Verslag       |              | Stadion: Amsterdam ArenA, Amsterdam Toeschouwers: 50.667 Scheidsrechter: Gözübüyük |
| Speelronde 15 4 december 2016 16:45 |                              |               |              | Stadion: Amsterdam ArenA, Amsterdam Toeschouwers: 50.667 Scheidsrechter: Gözübüyük |
| Speelronde 15 4 december 2016 16:45 |                              |               |              | Stadion: Amsterdam ArenA, Amsterdam Toeschouwers: 50.667 Scheidsrechter: Gözübüyük |
|                                     |                              |               |              |                                                                                    |

|                                      |                    |               |                      |                                                                                 |
| Speelronde 16 11 december 2016 16:45 | FC Twente          | 1 – 0 (0 – 0) | Ajax                 | Stadion: De Grolsch Veste, Enschede Toeschouwers: 27.800 Scheidsrechter: Higler |
| Speelronde 16 11 december 2016 16:45 | Klich 90+2' (pen.) | Verslag       | 80', 90+1' Viergever | Stadion: De Grolsch Veste, Enschede Toeschouwers: 27.800 Scheidsrechter: Higler |
| Speelronde 16 11 december 2016 16:45 |                    |               |                      | Stadion: De Grolsch Veste, Enschede Toeschouwers: 27.800 Scheidsrechter: Higler |
| Speelronde 16 11 december 2016 16:45 |                    |               |                      | Stadion: De Grolsch Veste, Enschede Toeschouwers: 27.800 Scheidsrechter: Higler |
|                                      |                    |               |                      |                                                                                 |

|                                      |              |               |                |                                                                                     |
| Speelronde 17 18 december 2016 16:45 | Ajax         | 1 – 1 (0 – 0) | PSV            | Stadion: Amsterdam ArenA, Amsterdam Toeschouwers: 51.998 Scheidsrechter: Van Boekel |
| Speelronde 17 18 december 2016 16:45 | Klaassen 48' | Verslag       | 80' S. de Jong | Stadion: Amsterdam ArenA, Amsterdam Toeschouwers: 51.998 Scheidsrechter: Van Boekel |
| Speelronde 17 18 december 2016 16:45 |              |               |                | Stadion: Amsterdam ArenA, Amsterdam Toeschouwers: 51.998 Scheidsrechter: Van Boekel |
| Speelronde 17 18 december 2016 16:45 |              |               |                | Stadion: Amsterdam ArenA, Amsterdam Toeschouwers: 51.998 Scheidsrechter: Van Boekel |
|                                      |              |               |                |                                                                                     |

|                                     |                  |               |                                   |                                                                               |
| Speelronde 18 15 januari 2017 14:30 | PEC Zwolle       | 1 – 3 (0 – 0) | Ajax                              | Stadion: MAC³PARK stadion, Zwolle Toeschouwers: 13.250 Scheidsrechter: Higler |
| Speelronde 18 15 januari 2017 14:30 | Brock-Madsen 72' | Verslag       | 54' (pen.) Schöne 55', 80' Ziyech | Stadion: MAC³PARK stadion, Zwolle Toeschouwers: 13.250 Scheidsrechter: Higler |
| Speelronde 18 15 januari 2017 14:30 |                  |               |                                   | Stadion: MAC³PARK stadion, Zwolle Toeschouwers: 13.250 Scheidsrechter: Higler |
| Speelronde 18 15 januari 2017 14:30 |                  |               |                                   | Stadion: MAC³PARK stadion, Zwolle Toeschouwers: 13.250 Scheidsrechter: Higler |
|                                     |                  |               |                                   |                                                                               |

|                                     |            |               |            |                                                                                    |
| Speelronde 19 22 januari 2017 12:30 | FC Utrecht | 0 – 1 (0 – 0) | Ajax       | Stadion: Stadion Galgenwaard, Utrecht Toeschouwers: 21.009 Scheidsrechter: Kuipers |
| Speelronde 19 22 januari 2017 12:30 |            | Verslag       | 83' Schöne | Stadion: Stadion Galgenwaard, Utrecht Toeschouwers: 21.009 Scheidsrechter: Kuipers |
| Speelronde 19 22 januari 2017 12:30 |            |               |            | Stadion: Stadion Galgenwaard, Utrecht Toeschouwers: 21.009 Scheidsrechter: Kuipers |
| Speelronde 19 22 januari 2017 12:30 |            |               |            | Stadion: Stadion Galgenwaard, Utrecht Toeschouwers: 21.009 Scheidsrechter: Kuipers |
|                                     |            |               |            |                                                                                    |

|                                     |                                   |               |              |                                                                                  |
| Speelronde 20 29 januari 2017 14:30 | Ajax                              | 3 – 0 (2 – 0) | ADO Den Haag | Stadion: Amsterdam ArenA, Amsterdam Toeschouwers: 49.552 Scheidsrechter: Nijhuis |
| Speelronde 20 29 januari 2017 14:30 | Ziyech 11' Schöne 34' Dolberg 76' | Verslag       |              | Stadion: Amsterdam ArenA, Amsterdam Toeschouwers: 49.552 Scheidsrechter: Nijhuis |
| Speelronde 20 29 januari 2017 14:30 |                                   |               |              | Stadion: Amsterdam ArenA, Amsterdam Toeschouwers: 49.552 Scheidsrechter: Nijhuis |
| Speelronde 20 29 januari 2017 14:30 |                                   |               |              | Stadion: Amsterdam ArenA, Amsterdam Toeschouwers: 49.552 Scheidsrechter: Nijhuis |
|                                     |                                   |               |              |                                                                                  |

|                                     |                  |               |                           |                                                                                           |
| Speelronde 21 5 februari 2017 12:30 | Roda JC Kerkrade | 0 – 2 (0 – 0) | Ajax                      | Stadion: Parkstad Limburg Stadion, Kerkrade Toeschouwers: 17.112 Scheidsrechter: Makkelie |
| Speelronde 21 5 februari 2017 12:30 |                  | Verslag       | 53' Klaassen 90+3' Younes | Stadion: Parkstad Limburg Stadion, Kerkrade Toeschouwers: 17.112 Scheidsrechter: Makkelie |
| Speelronde 21 5 februari 2017 12:30 |                  |               |                           | Stadion: Parkstad Limburg Stadion, Kerkrade Toeschouwers: 17.112 Scheidsrechter: Makkelie |
| Speelronde 21 5 februari 2017 12:30 |                  |               |                           | Stadion: Parkstad Limburg Stadion, Kerkrade Toeschouwers: 17.112 Scheidsrechter: Makkelie |
|                                     |                  |               |                           |                                                                                           |

|                                      |                        |               |                  |                                                                                     |
| Speelronde 22 12 februari 2017 14:30 | Ajax                   | 2 – 0 (1 – 0) | Sparta Rotterdam | Stadion: Amsterdam ArenA, Amsterdam Toeschouwers: 51.075 Scheidsrechter: Van Boekel |
| Speelronde 22 12 februari 2017 14:30 | Traoré 45' Dolberg 49' | Verslag       |                  | Stadion: Amsterdam ArenA, Amsterdam Toeschouwers: 51.075 Scheidsrechter: Van Boekel |
| Speelronde 22 12 februari 2017 14:30 |                        |               |                  | Stadion: Amsterdam ArenA, Amsterdam Toeschouwers: 51.075 Scheidsrechter: Van Boekel |
| Speelronde 22 12 februari 2017 14:30 |                        |               |                  | Stadion: Amsterdam ArenA, Amsterdam Toeschouwers: 51.075 Scheidsrechter: Van Boekel |
|                                      |                        |               |                  |                                                                                     |

|                                      |         |               |              |                                                                      |
| Speelronde 23 19 februari 2017 14:30 | Vitesse | 0 – 1 (0 – 1) | Ajax         | Stadion: GelreDome, Arnhem Toeschouwers: 20.016 Scheidsrechter: Blom |
| Speelronde 23 19 februari 2017 14:30 |         | Verslag       | 26' Klaassen | Stadion: GelreDome, Arnhem Toeschouwers: 20.016 Scheidsrechter: Blom |
| Speelronde 23 19 februari 2017 14:30 |         |               |              | Stadion: GelreDome, Arnhem Toeschouwers: 20.016 Scheidsrechter: Blom |
| Speelronde 23 19 februari 2017 14:30 |         |               |              | Stadion: GelreDome, Arnhem Toeschouwers: 20.016 Scheidsrechter: Blom |
|                                      |         |               |              |                                                                      |

|                                      |                                                |               |                 |                                                                                    |
| Speelronde 24 26 februari 2017 16:45 | Ajax                                           | 4 – 1 (1 – 1) | Heracles Almelo | Stadion: Amsterdam ArenA, Amsterdam Toeschouwers: 49.544 Scheidsrechter: Gözübüyük |
| Speelronde 24 26 februari 2017 16:45 | Dolberg 23' De Ligt 56' Sánchez 60' Traoré 90' | Verslag       | 25' Armenteros  | Stadion: Amsterdam ArenA, Amsterdam Toeschouwers: 49.544 Scheidsrechter: Gözübüyük |
| Speelronde 24 26 februari 2017 16:45 |                                                |               |                 | Stadion: Amsterdam ArenA, Amsterdam Toeschouwers: 49.544 Scheidsrechter: Gözübüyük |
| Speelronde 24 26 februari 2017 16:45 |                                                |               |                 | Stadion: Amsterdam ArenA, Amsterdam Toeschouwers: 49.544 Scheidsrechter: Gözübüyük |
|                                      |                                                |               |                 |                                                                                    |

|                                  |                           |               |              |                                                                                     |
| Speelronde 25 5 maart 2017 14:30 | FC Groningen              | 1 – 1 (0 – 0) | Ajax         | Stadion: Noordlease Stadion, Groningen Toeschouwers: 22.312 Scheidsrechter: Nijhuis |
| Speelronde 25 5 maart 2017 14:30 | Linssen 56' Memišević 87' | Verslag       | 82' Klaassen | Stadion: Noordlease Stadion, Groningen Toeschouwers: 22.312 Scheidsrechter: Nijhuis |
| Speelronde 25 5 maart 2017 14:30 |                           |               |              | Stadion: Noordlease Stadion, Groningen Toeschouwers: 22.312 Scheidsrechter: Nijhuis |
| Speelronde 25 5 maart 2017 14:30 |                           |               |              | Stadion: Noordlease Stadion, Groningen Toeschouwers: 22.312 Scheidsrechter: Nijhuis |
|                                  |                           |               |              |                                                                                     |

|                                   |                               |               |           |                                                                                   |
| Speelronde 26 12 maart 2017 16:45 | Ajax                          | 3 – 0 (0 – 0) | FC Twente | Stadion: Amsterdam ArenA, Amsterdam Toeschouwers: 51.583 Scheidsrechter: Makkelie |
| Speelronde 26 12 maart 2017 16:45 | Younes 55' Dolberg 67', 90+1' | Verslag       |           | Stadion: Amsterdam ArenA, Amsterdam Toeschouwers: 51.583 Scheidsrechter: Makkelie |
| Speelronde 26 12 maart 2017 16:45 |                               |               |           | Stadion: Amsterdam ArenA, Amsterdam Toeschouwers: 51.583 Scheidsrechter: Makkelie |
| Speelronde 26 12 maart 2017 16:45 |                               |               |           | Stadion: Amsterdam ArenA, Amsterdam Toeschouwers: 51.583 Scheidsrechter: Makkelie |
|                                   |                               |               |           |                                                                                   |

|                                   |                 |               |              |                                                                                       |
| Speelronde 27 19 maart 2017 14:30 | Excelsior       | 1 – 1 (1 – 1) | Ajax         | Stadion: Stadion Woudestein, Rotterdam Toeschouwers: 4.400 Scheidsrechter: Van Boekel |
| Speelronde 27 19 maart 2017 14:30 | Tete 26' (e.d.) | Verslag       | 32' Kluivert | Stadion: Stadion Woudestein, Rotterdam Toeschouwers: 4.400 Scheidsrechter: Van Boekel |
| Speelronde 27 19 maart 2017 14:30 |                 |               |              | Stadion: Stadion Woudestein, Rotterdam Toeschouwers: 4.400 Scheidsrechter: Van Boekel |
| Speelronde 27 19 maart 2017 14:30 |                 |               |              | Stadion: Stadion Woudestein, Rotterdam Toeschouwers: 4.400 Scheidsrechter: Van Boekel |
|                                   |                 |               |              |                                                                                       |

|                                  |                     |               |              |                                                                                  |
| Speelronde 28 2 april 2017 14:30 | Ajax                | 2 – 1 (2 – 0) | Feyenoord    | Stadion: Amsterdam ArenA, Amsterdam Toeschouwers: 51.181 Scheidsrechter: Kuipers |
| Speelronde 28 2 april 2017 14:30 | Schöne 1' Neres 36' | Verslag       | 90+1' Kramer | Stadion: Amsterdam ArenA, Amsterdam Toeschouwers: 51.181 Scheidsrechter: Kuipers |
| Speelronde 28 2 april 2017 14:30 |                     |               |              | Stadion: Amsterdam ArenA, Amsterdam Toeschouwers: 51.181 Scheidsrechter: Kuipers |
| Speelronde 28 2 april 2017 14:30 |                     |               |              | Stadion: Amsterdam ArenA, Amsterdam Toeschouwers: 51.181 Scheidsrechter: Kuipers |
|                                  |                     |               |              |                                                                                  |

|                                  |                                                     |               |              |                                                                                 |
| Speelronde 29 5 april 2017 20:45 | Ajax                                                | 4 – 1 (1 – 0) | AZ           | Stadion: Amsterdam ArenA, Amsterdam Toeschouwers: 51.959 Scheidsrechter: Higler |
| Speelronde 29 5 april 2017 20:45 | Traoré 16' Sánchez 71' Schöne 82' (pen.) Younes 88' | Verslag       | 55' Weghorst | Stadion: Amsterdam ArenA, Amsterdam Toeschouwers: 51.959 Scheidsrechter: Higler |
| Speelronde 29 5 april 2017 20:45 |                                                     |               |              | Stadion: Amsterdam ArenA, Amsterdam Toeschouwers: 51.959 Scheidsrechter: Higler |
| Speelronde 29 5 april 2017 20:45 |                                                     |               |              | Stadion: Amsterdam ArenA, Amsterdam Toeschouwers: 51.959 Scheidsrechter: Higler |
|                                  |                                                     |               |              |                                                                                 |

|                                  |              |               |                                                     |                                                                                |
| Speelronde 30 8 april 2017 19:45 | N.E.C.       | 1 – 5 (0 – 3) | Ajax                                                | Stadion: Goffertstadion, Nijmegen Toeschouwers: 12.500 Scheidsrechter: Nijhuis |
| Speelronde 30 8 april 2017 19:45 | Kadıoğlu 54' | Verslag       | 4' (e.d.) Golla 8' Neres 32', 60' Traoré 78' Ziyech | Stadion: Goffertstadion, Nijmegen Toeschouwers: 12.500 Scheidsrechter: Nijhuis |
| Speelronde 30 8 april 2017 19:45 |              |               |                                                     | Stadion: Goffertstadion, Nijmegen Toeschouwers: 12.500 Scheidsrechter: Nijhuis |
| Speelronde 30 8 april 2017 19:45 |              |               |                                                     | Stadion: Goffertstadion, Nijmegen Toeschouwers: 12.500 Scheidsrechter: Nijhuis |
|                                  |              |               |                                                     |                                                                                |

|                                   |                                                                     |               |                   |                                                                                   |
| Speelronde 31 16 april 2017 16:45 | Ajax                                                                | 5 – 1 (3 – 1) | sc Heerenveen     | Stadion: Amsterdam ArenA, Amsterdam Toeschouwers: 51.541 Scheidsrechter: Makkelie |
| Speelronde 31 16 april 2017 16:45 | Viergever 24' De Ligt 32' Klaassen 42' Dolberg 68' (pen.) Neres 83' | Verslag       | 8' Ghoochannejhad | Stadion: Amsterdam ArenA, Amsterdam Toeschouwers: 51.541 Scheidsrechter: Makkelie |
| Speelronde 31 16 april 2017 16:45 |                                                                     |               |                   | Stadion: Amsterdam ArenA, Amsterdam Toeschouwers: 51.541 Scheidsrechter: Makkelie |
| Speelronde 31 16 april 2017 16:45 |                                                                     |               |                   | Stadion: Amsterdam ArenA, Amsterdam Toeschouwers: 51.541 Scheidsrechter: Makkelie |
|                                   |                                                                     |               |                   |                                                                                   |

|                                   |             |               |      |                                                                               |
| Speelronde 32 23 april 2017 16:45 | PSV         | 1 – 0 (1 – 0) | Ajax | Stadion: Philips Stadion, Eindhoven Toeschouwers: 35.000 Scheidsrechter: Blom |
| Speelronde 32 23 april 2017 16:45 | Locadia 25' | Verslag       |      | Stadion: Philips Stadion, Eindhoven Toeschouwers: 35.000 Scheidsrechter: Blom |
| Speelronde 32 23 april 2017 16:45 |             |               |      | Stadion: Philips Stadion, Eindhoven Toeschouwers: 35.000 Scheidsrechter: Blom |
| Speelronde 32 23 april 2017 16:45 |             |               |      | Stadion: Philips Stadion, Eindhoven Toeschouwers: 35.000 Scheidsrechter: Blom |
|                                   |             |               |      |                                                                               |

|                                |                                                       |               |                 |                                                                                     |
| Speelronde 33 7 mei 2017 14:30 | Ajax                                                  | 4 – 0 (2 – 0) | Go Ahead Eagles | Stadion: Amsterdam ArenA, Amsterdam Toeschouwers: 51.206 Scheidsrechter: Van Boekel |
| Speelronde 33 7 mei 2017 14:30 | Kluivert 24' Dolberg 29' F. de Jong 48' Cassierra 71' | Verslag       | 80' Ritzmaier   | Stadion: Amsterdam ArenA, Amsterdam Toeschouwers: 51.206 Scheidsrechter: Van Boekel |
| Speelronde 33 7 mei 2017 14:30 |                                                       |               |                 | Stadion: Amsterdam ArenA, Amsterdam Toeschouwers: 51.206 Scheidsrechter: Van Boekel |
| Speelronde 33 7 mei 2017 14:30 |                                                       |               |                 | Stadion: Amsterdam ArenA, Amsterdam Toeschouwers: 51.206 Scheidsrechter: Van Boekel |
|                                |                                                       |               |                 |                                                                                     |

|                                 |               |               |                                      |                                                                                           |
| Speelronde 34 14 mei 2017 14:30 | Willem II     | 1 – 3 (0 – 1) | Ajax                                 | Stadion: Koning Willem II-stadion, Tilburg Toeschouwers: 14.500 Scheidsrechter: Gözübüyük |
| Speelronde 34 14 mei 2017 14:30 | Schuurman 82' | Verslag       | 38' Dolberg 48' Sánchez 66' Klaassen | Stadion: Koning Willem II-stadion, Tilburg Toeschouwers: 14.500 Scheidsrechter: Gözübüyük |
| Speelronde 34 14 mei 2017 14:30 |               |               |                                      | Stadion: Koning Willem II-stadion, Tilburg Toeschouwers: 14.500 Scheidsrechter: Gözübüyük |
| Speelronde 34 14 mei 2017 14:30 |               |               |                                      | Stadion: Koning Willem II-stadion, Tilburg Toeschouwers: 14.500 Scheidsrechter: Gözübüyük |
|                                 |               |               |                                      |                                                                                           |

## Statistieken

### Eindstand in Nederlandse Eredivisie
| Stand | Gespeeld | Gewonnen | Gelijk | Verloren | Punten | Doelpunten voor | Doelpunten tegen | Gele kaarten | Twee gele kaarten | Rode kaarten |
| ----- | -------- | -------- | ------ | -------- | ------ | --------------- | ---------------- | ------------ | ----------------- | ------------ |
| 2e    | 34       | 25       | 6      | 3        | 81     | 79              | 23               | 44           | 2                 | 0            |

### Punten, stand en doelpunten per speelronde
| Speelronde                            | 1  | 2  | 3  | 4  | 5  | 6  | 7   | 8   | 9   | 10  | 11  | 12  | 13  | 14  | 15  | 16  | 17  | 18  | 19  | 20  | 21  | 22  | 23  | 24  | 25  | 26  | 27  | 28  | 29  | 30  | 31  | 32  | 33  | 34  | Totaal |
| ------------------------------------- | -- | -- | -- | -- | -- | -- | --- | --- | --- | --- | --- | --- | --- | --- | --- | --- | --- | --- | --- | --- | --- | --- | --- | --- | --- | --- | --- | --- | --- | --- | --- | --- | --- | --- | ------ |
| Aantal punten per speelronde          | 3  | 1  | 0  | 3  | 3  | 3  | 3   | 3   | 3   | 1   | 3   | 1   | 3   | 3   | 3   | 0   | 1   | 3   | 3   | 3   | 3   | 3   | 3   | 3   | 1   | 3   | 1   | 3   | 3   | 3   | 3   | 0   | 3   | 3   | 81     |
| Aantal punten na speelronde           | 3  | 4  | 4  | 7  | 10 | 13 | 16  | 19  | 22  | 23  | 26  | 27  | 30  | 33  | 36  | 36  | 37  | 40  | 43  | 46  | 49  | 52  | 55  | 58  | 59  | 62  | 63  | 66  | 69  | 72  | 75  | 75  | 78  | 81  | 81     |
| Stand na speelronde                   | 4e | 5e | 8e | 4e | 3e | 3e | 2e  | 2e  | 2e  | 2e  | 2e  | 2e  | 2e  | 2e  | 2e  | 2e  | 2e  | 2e  | 2e  | 2e  | 2e  | 2e  | 2e  | 2e  | 2e  | 2e  | 2e  | 2e  | 2e  | 2e  | 2e  | 2e  | 2e  | 2e  | 2e     |
| Aantal doelpunten per speelronde      | 3  | 2  | 1  | 3  | 1  | 2  | 5   | 3   | 2   | 1   | 1   | 2   | 5   | 1   | 2   | 0   | 1   | 3   | 1   | 3   | 2   | 2   | 1   | 4   | 1   | 3   | 1   | 2   | 4   | 5   | 5   | 0   | 4   | 3   | 79     |
| Aantal tegendoelpunten per speelronde | 1  | 2  | 2  | 0  | 0  | 0  | 1   | 2   | 0   | 1   | 0   | 2   | 0   | 0   | 0   | 1   | 1   | 1   | 0   | 0   | 0   | 0   | 0   | 1   | 1   | 0   | 1   | 1   | 1   | 1   | 1   | 1   | 0   | 1   | 23     |
| Doelsaldo na speelronde               | +2 | +2 | +1 | +4 | +5 | +7 | +11 | +12 | +14 | +14 | +15 | +15 | +20 | +21 | +23 | +22 | +22 | +24 | +25 | +28 | +30 | +32 | +33 | +36 | +36 | +39 | +39 | +40 | +43 | +47 | +51 | +50 | +54 | +56 | +56    |

### Topscorers
| Nr.                           | Naam                          | Goal |
| ----------------------------- | ----------------------------- | ---- |
| 1.                            | Anwar El Ghazi                | 3    |
| 1.                            | Amin Younes                   | 3    |
| 3.                            | Mateo Cassierra               | 2    |
| 3.                            | Kasper Dolberg                | 2    |
| 5.                            | Donny van de Beek             | 1    |
| 5.                            | Lasse Schöne                  | 1    |
| 5.                            | Robert Murić                  | 1    |
| 5.                            | Daley Sinkgraven              | 1    |
| 5.                            | Richairo Živković             | 1    |
| 5.                            | Mitchell Dijks                | 1    |
| Eigen doelpunten tegenstander | Eigen doelpunten tegenstander | -    |
| Totaal                        | Totaal                        | 16   |

| Nr.                           | Naam                          | Goal |
| ----------------------------- | ----------------------------- | ---- |
| 1.                            | Kasper Dolberg                | 16   |
| 2.                            | Davy Klaassen                 | 14   |
| 3.                            | Bertrand Traoré               | 9    |
| 4.                            | Lasse Schöne                  | 7    |
| 4.                            | Hakim Ziyech                  | 7    |
| 6.                            | Davinson Sánchez              | 6    |
| 7.                            | David Neres                   | 3    |
| 7.                            | Amin Younes                   | 3    |
| 9.                            | Mateo Cassierra               | 2    |
| 9.                            | Nemanja Gudelj                | 2    |
| 9.                            | Justin Kluivert               | 2    |
| 9.                            | Matthijs de Ligt              | 2    |
| 9.                            | Nick Viergever                | 2    |
| 14.                           | Frenkie de Jong               | 1    |
| 14.                           | Daley Sinkgraven              | 1    |
| Eigen doelpunten tegenstander | Eigen doelpunten tegenstander | 2    |
| Totaal                        | Totaal                        | 79   |

| Nr.                           | Naam                          | Goal |
| ----------------------------- | ----------------------------- | ---- |
| 1.                            | Pelle Clement                 | 3    |
| 2.                            | Mateo Cassierra               | 2    |
| 3.                            | Riechedly Bazoer              | 1    |
| 3.                            | Václav Černý                  | 1    |
| 3.                            | Anwar El Ghazi                | 1    |
| 3.                            | Matthijs de Ligt              | 1    |
| 3.                            | Hakim Ziyech                  | 1    |
| 3.                            | Lasse Schöne                  | 1    |
| 3.                            | Abdelhak Nouri                | 1    |
| Eigen doelpunten tegenstander | Eigen doelpunten tegenstander | -    |
| Totaal                        | Totaal                        | 12   |

| Nr.                           | Naam                          | Goal |
| ----------------------------- | ----------------------------- | ---- |
| 1.                            | Davy Klaassen                 | 4    |
| 2.                            | Kasper Dolberg                | 1    |
| Eigen doelpunten tegenstander | Eigen doelpunten tegenstander | -    |
| Totaal                        | Totaal                        | 5    |

| Nr.                           | Naam                          | Goal |
| ----------------------------- | ----------------------------- | ---- |
| 1.                            | Kasper Dolberg                | 6    |
| 2.                            | Bertrand Traoré               | 4    |
| 2.                            | Amin Younes                   | 4    |
| 4.                            | Davy Klaassen                 | 2    |
| 4.                            | Nick Viergever                | 2    |
| 4.                            | Hakim Ziyech                  | 2    |
| 7.                            | Anwar El Ghazi                | 1    |
| 7.                            | Jaïro Riedewald               | 1    |
| 7.                            | Lasse Schöne                  | 1    |
| 7.                            | Kenny Tete                    | 1    |
| Eigen doelpunten tegenstander | Eigen doelpunten tegenstander | -    |
| Totaal                        | Totaal                        | 24   |

### Assists
| Nr.    | Naam              | Assist |
| ------ | ----------------- | ------ |
| 1.     | Hakim Ziyech      | 12     |
| 2.     | Davy Klaassen     | 9      |
| 3.     | Kasper Dolberg    | 6      |
| 3.     | Amin Younes       | 6      |
| 5.     | Daley Sinkgraven  | 5      |
| 6.     | Donny van de Beek | 4      |
| 6.     | Justin Kluivert   | 4      |
| 6.     | Lasse Schöne      | 4      |
| 9.     | Anwar El Ghazi    | 2      |
| 9.     | Davinson Sánchez  | 2      |
| 9.     | Joël Veltman      | 2      |
| 9.     | Nick Viergever    | 2      |
| 13.    | Nemanja Gudelj    | 1      |
| 13.    | David Neres       | 1      |
| 13.    | André Onana       | 1      |
| Totaal | Totaal            | 61     |

| Nr.    | Naam              | Assist |
| ------ | ----------------- | ------ |
| 1.     | Abdelhak Nouri    | 3      |
| 2.     | Hakim Ziyech      | 2      |
| 2.     | Václav Černý      | 2      |
| 4.     | Donny van de Beek | 1      |
| 4.     | Mateo Cassierra   | 1      |
| 4.     | Lasse Schöne      | 1      |
| Totaal | Totaal            | 10     |

| Nr.    | Naam            | Assist |
| ------ | --------------- | ------ |
| 1.     | Jaïro Riedewald | 1      |
| 1.     | Anwar El Ghazi  | 1      |
| Totaal | Totaal          | 2      |

| UEFA Europa League \| Nr. \| Naam \| \| \| ------ \| ----------------- \| -- \| \| 1. \| Bertrand Traoré \| 4 \| \| 1. \| Hakim Ziyech \| 4 \| \| 3. \| Donny van de Beek \| 1 \| \| 3. \| Kasper Dolberg \| 1 \| \| 3. \| Nemanja Gudelj \| 1 \| \| 3. \| Davy Klaassen \| 1 \| \| 3. \| Justin Kluivert \| 1 \| \| 3. \| Jaïro Riedewald \| 1 \| \| 3. \| Amin Younes \| 1 \| \| Totaal \| Totaal \| 15 \| |                   |      |
| Nr. | Naam              | Goal |
| 1. | Bertrand Traoré   | 4    |
| 1. | Hakim Ziyech      | 4    |
| 3. | Donny van de Beek | 1    |
| 3. | Kasper Dolberg    | 1    |
| 3. | Nemanja Gudelj    | 1    |
| 3. | Davy Klaassen     | 1    |
| 3. | Justin Kluivert   | 1    |
| 3. | Jaïro Riedewald   | 1    |
| 3. | Amin Younes       | 1    |
| Totaal | Totaal            | 15   |

## Transfers
| Aangetrokken \| \| Naam \| Positie \| Oude club \| Land \| Periode \| Transfersom \| \| \| Transfers \| Transfers \| Transfers \| Transfers \| Transfers \| Transfers \| \| \| --------------------- \| ------------ \| ----------------- \| --------- \| --------- \| ------------------------------------------------- \| \| \| Hakim Ziyech \| Middenvelder \| FC Twente \| Nederland \| Zomer \| € 11.000.000[2] \| \| \| Heiko Westermann \| Verdediger \| Real Betis \| Spanje \| Zomer \| Transfervrij \| \| \| Davinson Sánchez \| Verdediger \| Atlético Nacional \| Colombia \| Zomer \| € 5.000.000[3] \| \| \| Mateo Casierra \| Aanvaller \| Deportivo Cali \| Colombia \| Zomer \| € 5.500.000[4] \| \| \| Boy Kemper \| Verdediger \| FC Volendam \| Nederland \| Zomer \| Transfervrij \| \| \| Danilho Doekhi \| Verdediger \| Excelsior \| Nederland \| Zomer \| Transfervrij \| \| \| Pascal Struijk \| Verdediger \| ADO Den Haag \| Nederland \| Zomer \| Transfervrij \| \| \| Abdallah Aberkane \| Verdediger \| ADO Den Haag \| Nederland \| Zomer \| Transfervrij \| \| \| David Neres \| Aanvaller \| São Paulo \| Brazilië \| Winter \| € 12.000.000 (Variabel: Maximaal € 15.000.000)[5] \| \| \| Gehuurd \| \| \| \| \| \| \| \| Tim Krul \| Doelman \| Newcastle United \| Engeland \| Zomer \| 1-jarige overeenkomst \| \| \| Bertrand Traoré \| Aanvaller \| Chelsea \| Engeland \| Zomer \| 1-jarige overeenkomst \| \| \| Was verhuurd \| \| \| \| \| \| \| \| Lerin Duarte \| Middenvelder \| NAC Breda \| Nederland \| Zomer \| - \| \| \| Ruben Ligeon \| Verdediger \| FC Utrecht \| Nederland \| Zomer \| - \| \| \| Zakaria El Azzouzi \| Aanvaller \| FC Twente \| Nederland \| Zomer \| - \| \| \| Óttar Magnús Karlsson \| Aanvaller \| Sparta Rotterdam \| Nederland \| Zomer \| - \| \| \| Lucas Andersen \| Middenvelder \| Willem II \| Nederland \| Zomer \| - \| \| \| Queensy Menig \| Aanvaller \| PEC Zwolle \| Nederland \| Zomer \| - \| \| \| Sheraldo Becker \| Aanvaller \| PEC Zwolle \| Nederland \| Zomer \| - \| \| \| Lesly de Sa \| Verdediger \| Willem II \| Nederland \| Zomer \| - \| \| \| Xavier Mous \| Doelman \| FC Oss \| Nederland \| Zomer \| - \| |                       |              |                   |           |         |                                                |
| | Naam                  | Positie      | Oude club         | Land      | Periode | Transfersom                                    |
| | Transfers             |              |                   |           |         |                                                |
| Vlag van Marokko | Hakim Ziyech          | Middenvelder | FC Twente         | Nederland | Zomer   | € 11.000.000                                   |
| Vlag van Duitsland | Heiko Westermann      | Verdediger   | Real Betis        | Spanje    | Zomer   | Transfervrij                                   |
| Vlag van Colombia | Davinson Sánchez      | Verdediger   | Atlético Nacional | Colombia  | Zomer   | € 5.000.000                                    |
| Vlag van Colombia | Mateo Casierra        | Aanvaller    | Deportivo Cali    | Colombia  | Zomer   | € 5.500.000                                    |
| Vlag van Nederland | Boy Kemper            | Verdediger   | FC Volendam       | Nederland | Zomer   | Transfervrij                                   |
| Vlag van Nederland | Danilho Doekhi        | Verdediger   | Excelsior         | Nederland | Zomer   | Transfervrij                                   |
| Vlag van Nederland | Pascal Struijk        | Verdediger   | ADO Den Haag      | Nederland | Zomer   | Transfervrij                                   |
| Vlag van Nederland | Abdallah Aberkane     | Verdediger   | ADO Den Haag      | Nederland | Zomer   | Transfervrij                                   |
| Vlag van Brazilië | David Neres           | Aanvaller    | São Paulo         | Brazilië  | Winter  | € 12.000.000 (Variabel: Maximaal € 15.000.000) |
| | Gehuurd               |              |                   |           |         |                                                |
| Vlag van Nederland | Tim Krul              | Doelman      | Newcastle United  | Engeland  | Zomer   | 1-jarige overeenkomst                          |
| Vlag van Burkina Faso | Bertrand Traoré       | Aanvaller    | Chelsea           | Engeland  | Zomer   | 1-jarige overeenkomst                          |
| | Was verhuurd          |              |                   |           |         |                                                |
| Vlag van Nederland | Lerin Duarte          | Middenvelder | NAC Breda         | Nederland | Zomer   | -                                              |
| Vlag van Nederland | Ruben Ligeon          | Verdediger   | FC Utrecht        | Nederland | Zomer   | -                                              |
| Vlag van Nederland | Zakaria El Azzouzi    | Aanvaller    | FC Twente         | Nederland | Zomer   | -                                              |
| Vlag van IJsland | Óttar Magnús Karlsson | Aanvaller    | Sparta Rotterdam  | Nederland | Zomer   | -                                              |
| Vlag van Denemarken | Lucas Andersen        | Middenvelder | Willem II         | Nederland | Zomer   | -                                              |
| Vlag van Nederland | Queensy Menig         | Aanvaller    | PEC Zwolle        | Nederland | Zomer   | -                                              |
| Vlag van Nederland | Sheraldo Becker       | Aanvaller    | PEC Zwolle        | Nederland | Zomer   | -                                              |
| Vlag van Nederland | Lesly de Sa           | Verdediger   | Willem II         | Nederland | Zomer   | -                                              |
| Vlag van Nederland | Xavier Mous           | Doelman      | FC Oss            | Nederland | Zomer   | -                                              |

| Vertrokken \| \| Naam \| Positie \| Nieuwe club \| Land \| Periode \| Transfersom \| \| \| Transfers \| Transfers \| Transfers \| Transfers \| Transfers \| Transfers \| \| \| --------------------- \| ------------ \| ------------------ \| ----------- \| --------- \| --------------- \| \| \| Jasper Cillessen \| Doelman \| FC Barcelona \| Spanje \| Zomer \| € 13.000.000[6] \| \| \| Sheraldo Becker \| Aanvaller \| ADO Den Haag \| Nederland \| Zomer \| NNB \| \| \| Lerin Duarte \| Middenvelder \| Heracles Almelo \| Nederland \| Zomer \| Transfervrij \| \| \| Arkadiusz Milik \| Aanvaller \| Napoli \| Italië \| Zomer \| € 32.000.000[7] \| \| \| Elton Acolatse \| Aanvaller \| KVC Westerlo \| België \| Zomer \| NNB \| \| \| Ricardo van Rhijn \| Verdediger \| Club Brugge \| België \| Zomer \| € 1.800.000[8] \| \| \| Mike van der Hoorn \| Verdediger \| Swansea City \| Engeland \| Zomer \| € 2.500.000[9] \| \| \| Lucas Andersen \| Middenvelder \| Grasshopper \| Zwitserland \| Zomer \| € 1.500.000[10] \| \| \| Philippe Sandler \| Verdediger \| PEC Zwolle \| Nederland \| Zomer \| Transfervrij \| \| \| Sam Hendriks \| Aanvaller \| Go Ahead Eagles \| Nederland \| Zomer \| NNB \| \| \| Ruben Ligeon \| Verdediger \| Slovan Bratislava \| Slowakije \| Zomer \| NNB \| \| \| Lesly de Sa \| Aanvaller \| Slovan Bratislava \| Slowakije \| Zomer \| Transfervrij \| \| \| Viktor Fischer \| Aanvaller \| Middlesbrough \| Engeland \| Zomer \| € 5.000.000[11] \| \| \| Jordy Bruijn \| Middenvelder \| sc Heerenveen \| Nederland \| Zomer \| Transfervrij \| \| \| Nicolai Boilesen \| Verdediger \| FC Kopenhagen \| Denemarken \| Zomer \| Transfervrij \| \| \| Xavier Mous \| Doelman \| FC Oss \| Nederland \| Zomer \| Transfervrij \| \| \| Danny Bakker \| Middenvelder \| SC Cambuur \| Nederland \| Zomer \| Transfervrij \| \| \| Damon Mirani \| Verdediger \| Almere City \| Nederland \| Zomer \| Transfervrij \| \| \| Milan Vissie \| Middenvelder \| SC Cambuur \| Nederland \| Zomer \| Transfervrij \| \| \| Aschraf El Mahdioui \| Middenvelder \| ADO Den Haag \| Nederland \| Zomer \| Transfervrij \| \| \| Óttar Magnús Karlsson \| Aanvaller \| Vikingur Reykjavik \| IJsland \| Zomer \| Transfervrij \| \| \| Damian van Bruggen \| Verdediger \| PSV \| Nederland \| Zomer \| Transfervrij \| \| \| Anwar El Ghazi \| Aanvaller \| Lille OSC \| Frankrijk \| Winter \| €8.000.000 \| \| \| Nemanja Gudelj \| Middenvelder \| Tianjin Teda \| China \| Winter \| €5.500.000 \| \| \| Riechedly Bazoer \| Middenvelder \| VFL Wolfsburg \| Duitsland \| Winter \| €12.000.000 \| \| \| Tim Krul \| Doelman \| AZ \| Nederland \| Winter \| Einde huur \| \| \| Verhuurd \| \| \| \| \| \| \| \| Robert Murić \| Aanvaller \| Pescara \| Italië \| Zomer \| - \| \| \| Richairo Živković \| Aanvaller \| FC Utrecht \| Nederland \| Zomer \| - \| \| \| Indy Groothuizen \| Doelman \| FC Nordsjælland \| Denemarken \| Zomer \| - \| \| \| Django Warmerdam \| Verdediger \| PEC Zwolle \| Nederland \| Zomer \| - \| \| \| Leeroy Owusu \| Verdediger \| Excelsior \| Nederland \| Zomer \| - \| \| \| Queensy Menig \| Aanvaller \| PEC Zwolle \| Nederland \| Zomer \| - \| \| \| Zakaria El Azzouzi \| Aanvaller \| Sparta Rotterdam \| Nederland \| Zomer \| - \| \| \| Mitchell Dijks \| Verdediger \| Norwich City \| Engeland \| Winter \| - \| |                       |              |                    |             |         |              |
| | Naam                  | Positie      | Nieuwe club        | Land        | Periode | Transfersom  |
| | Transfers             |              |                    |             |         |              |
| Vlag van Nederland | Jasper Cillessen      | Doelman      | FC Barcelona       | Spanje      | Zomer   | € 13.000.000 |
| Vlag van Nederland | Sheraldo Becker       | Aanvaller    | ADO Den Haag       | Nederland   | Zomer   | NNB          |
| Vlag van Nederland | Lerin Duarte          | Middenvelder | Heracles Almelo    | Nederland   | Zomer   | Transfervrij |
| Vlag van Polen | Arkadiusz Milik       | Aanvaller    | Napoli             | Italië      | Zomer   | € 32.000.000 |
| Vlag van Nederland | Elton Acolatse        | Aanvaller    | KVC Westerlo       | België      | Zomer   | NNB          |
| Vlag van Nederland | Ricardo van Rhijn     | Verdediger   | Club Brugge        | België      | Zomer   | € 1.800.000  |
| Vlag van Nederland | Mike van der Hoorn    | Verdediger   | Swansea City       | Engeland    | Zomer   | € 2.500.000  |
| Vlag van Denemarken | Lucas Andersen        | Middenvelder | Grasshopper        | Zwitserland | Zomer   | € 1.500.000  |
| Vlag van Nederland | Philippe Sandler      | Verdediger   | PEC Zwolle         | Nederland   | Zomer   | Transfervrij |
| Vlag van Nederland | Sam Hendriks          | Aanvaller    | Go Ahead Eagles    | Nederland   | Zomer   | NNB          |
| Vlag van Nederland | Ruben Ligeon          | Verdediger   | Slovan Bratislava  | Slowakije   | Zomer   | NNB          |
| Vlag van Nederland | Lesly de Sa           | Aanvaller    | Slovan Bratislava  | Slowakije   | Zomer   | Transfervrij |
| Vlag van Denemarken | Viktor Fischer        | Aanvaller    | Middlesbrough      | Engeland    | Zomer   | € 5.000.000  |
| Vlag van Nederland | Jordy Bruijn          | Middenvelder | sc Heerenveen      | Nederland   | Zomer   | Transfervrij |
| Vlag van Denemarken | Nicolai Boilesen      | Verdediger   | FC Kopenhagen      | Denemarken  | Zomer   | Transfervrij |
| Vlag van Nederland | Xavier Mous           | Doelman      | FC Oss             | Nederland   | Zomer   | Transfervrij |
| Vlag van Nederland | Danny Bakker          | Middenvelder | SC Cambuur         | Nederland   | Zomer   | Transfervrij |
| Vlag van Nederland | Damon Mirani          | Verdediger   | Almere City        | Nederland   | Zomer   | Transfervrij |
| Vlag van Nederland | Milan Vissie          | Middenvelder | SC Cambuur         | Nederland   | Zomer   | Transfervrij |
| Vlag van Nederland | Aschraf El Mahdioui   | Middenvelder | ADO Den Haag       | Nederland   | Zomer   | Transfervrij |
| Vlag van IJsland | Óttar Magnús Karlsson | Aanvaller    | Vikingur Reykjavik | IJsland     | Zomer   | Transfervrij |
| Vlag van Nederland | Damian van Bruggen    | Verdediger   | PSV                | Nederland   | Zomer   | Transfervrij |
| Vlag van Nederland | Anwar El Ghazi        | Aanvaller    | Lille OSC          | Frankrijk   | Winter  | €8.000.000   |
| Vlag van Servië | Nemanja Gudelj        | Middenvelder | Tianjin Teda       | China       | Winter  | €5.500.000   |
| Vlag van Nederland | Riechedly Bazoer      | Middenvelder | VFL Wolfsburg      | Duitsland   | Winter  | €12.000.000  |
| Vlag van Nederland | Tim Krul              | Doelman      | AZ                 | Nederland   | Winter  | Einde huur   |
| | Verhuurd              |              |                    |             |         |              |
| Vlag van Kroatië | Robert Murić          | Aanvaller    | Pescara            | Italië      | Zomer   | -            |
| Vlag van Nederland | Richairo Živković     | Aanvaller    | FC Utrecht         | Nederland   | Zomer   | -            |
| Vlag van Nederland | Indy Groothuizen      | Doelman      | FC Nordsjælland    | Denemarken  | Zomer   | -            |
| Vlag van Nederland | Django Warmerdam      | Verdediger   | PEC Zwolle         | Nederland   | Zomer   | -            |
| Vlag van Nederland | Leeroy Owusu          | Verdediger   | Excelsior          | Nederland   | Zomer   | -            |
| Vlag van Nederland | Queensy Menig         | Aanvaller    | PEC Zwolle         | Nederland   | Zomer   | -            |
| Vlag van Nederland | Zakaria El Azzouzi    | Aanvaller    | Sparta Rotterdam   | Nederland   | Zomer   | -            |
| Vlag van Nederland | Mitchell Dijks        | Verdediger   | Norwich City       | Engeland    | Winter  | -            |